# بابونه رومی
بابونه رومی (نام علمی:  Chamaemelum nobile) نام‌های رایج: بابونه، بابونه حقیقی، بابونج، بابونه شیرازی، بابونق. گیاهی است پایا به بلندی ۲۰ تا ۳۰ سانتیمتر و بسیار معطر است.
این گیاه از خانواده کاسنی (compositae) است.
ساقه آن به رنگ سبز مایل به سفید است و برگ‌ها به تناوب بسیار بریده بریده و پوشیده از کرک است. گل‌های آن مجتمع در یک طبق است که به‌طور منفرد در انتهای ساقهٔ گل‌دهنده در تابستان ظاهر می‌شود. در هر طبق گل‌های سفید در اطراف دایره و گل‌های زرد در قسمت مدور و برجسته وسط طبق قرار دارند. در گیاه بابونه رومی ترکیباتی نظیر تانن، اسانس فرار و روغنی آنیه مِن، صمغ، مواد تلخ، قند، یک آلکالوئید به نام آنتِمین، یک گلوکوزید تلخ، اسید آنتِمیک، اسید فسفریک فیتوسترول و گوگرد وجود دارد. قسمت مورد استفاده دارویی گیاه بابونه رومی کاپیتول خشک‌شده آن است. گل‌ها را در روزهای خشک از اواسط تیر تا پاییز می‌چینند و هرچه سریعتر در سایه در حرارت کمتر از ۳۵ درجه سانتیگراد خشکانده می‌شود.
خواص و اثرات دارویی: از نظر خواص درمانی محرک، مقوی معده، لطیف‌کننده، تحلیل‌برنده باد، ضد امراض عصبی، ضد تشنج، تب بر، ضد التهاب، ضد اسپاسم، مدر، تنظیم‌کننده  قاعدگی و قاعده‌آور، ضدعفونی کننده، التیام‌بخش زخم‌ها، شیرافزا، اشتهاآور، کرم‌کش، هضم‌کننده غذا، صفراءبر و نیروبخش است. بابونه رومی در موارد سوء هاضمه، رفع سردرد، تحلیل ورم‌ها، ورم ملتحمه، دردهای رماتیسمی، خردکردن سنگ مثانه، تسکین دردهای قاعدگی، ورم معده، قطره‌قطره ادرار کردن، افزایش ترشح شیر، زخم‌ها، بندآمدن و کم‌بودن ترشحات عادت ماهیانه، رفع تب و لرزه‌های تب‌های نوبه‌ای به‌کار می‌رود. در استعمال خارجی دم‌کرده بابونه رومی به شکل کمپرس می‌توان جهت‌درمان پلک متورم یا ورم ملتحمه روی موضع مورد نظر قرار داد.
به‌عنوان ضدعفونی‌کننده و التیام‌دهنده زخم، می‌توان دم کرده بابونه رومی را به‌صورت کمپرس روی زخم‌ها و دملهای پا قرار داد.

## نگارخانه

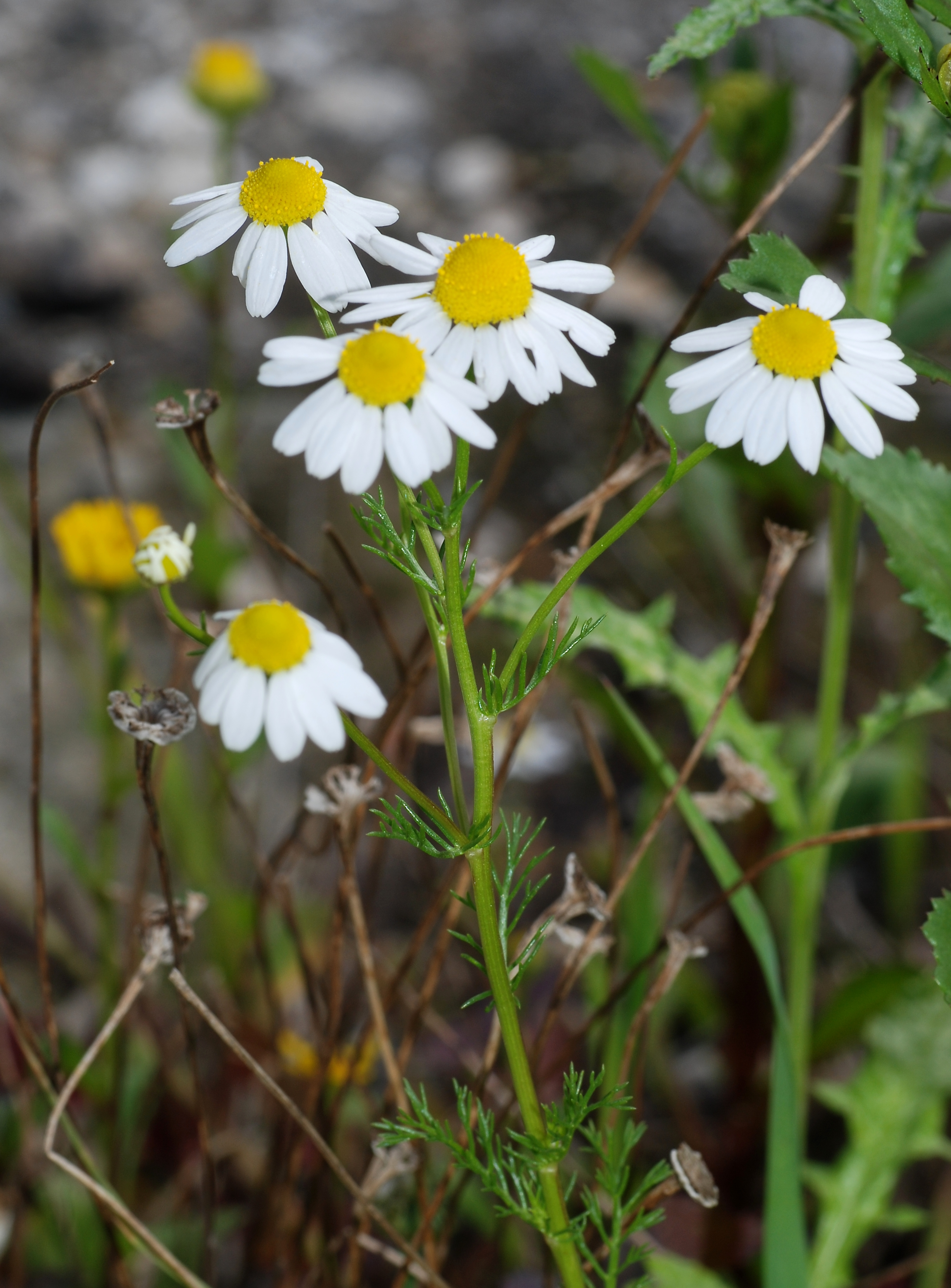
گل‌های بابونه رومی
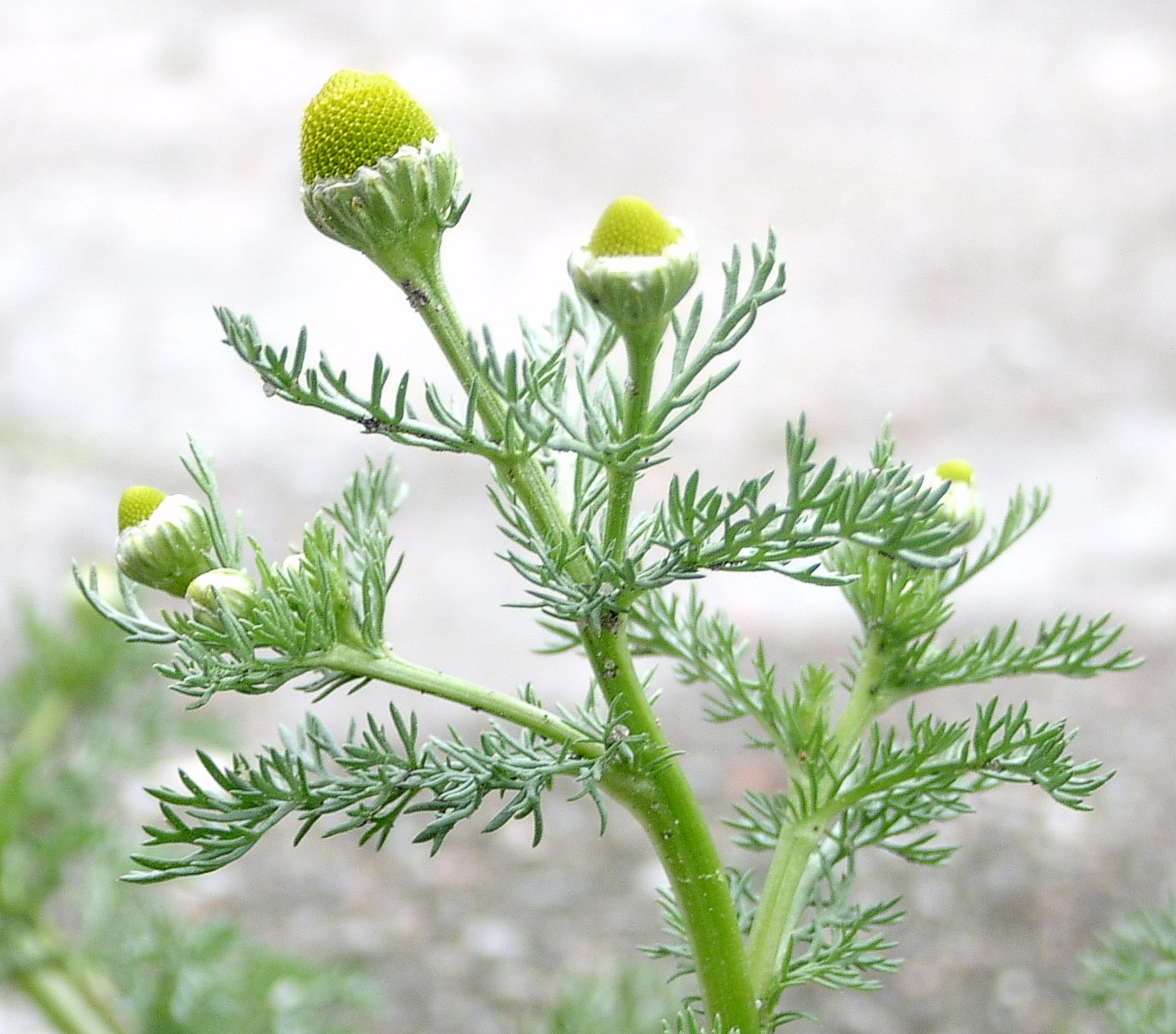
بابونه وحشی
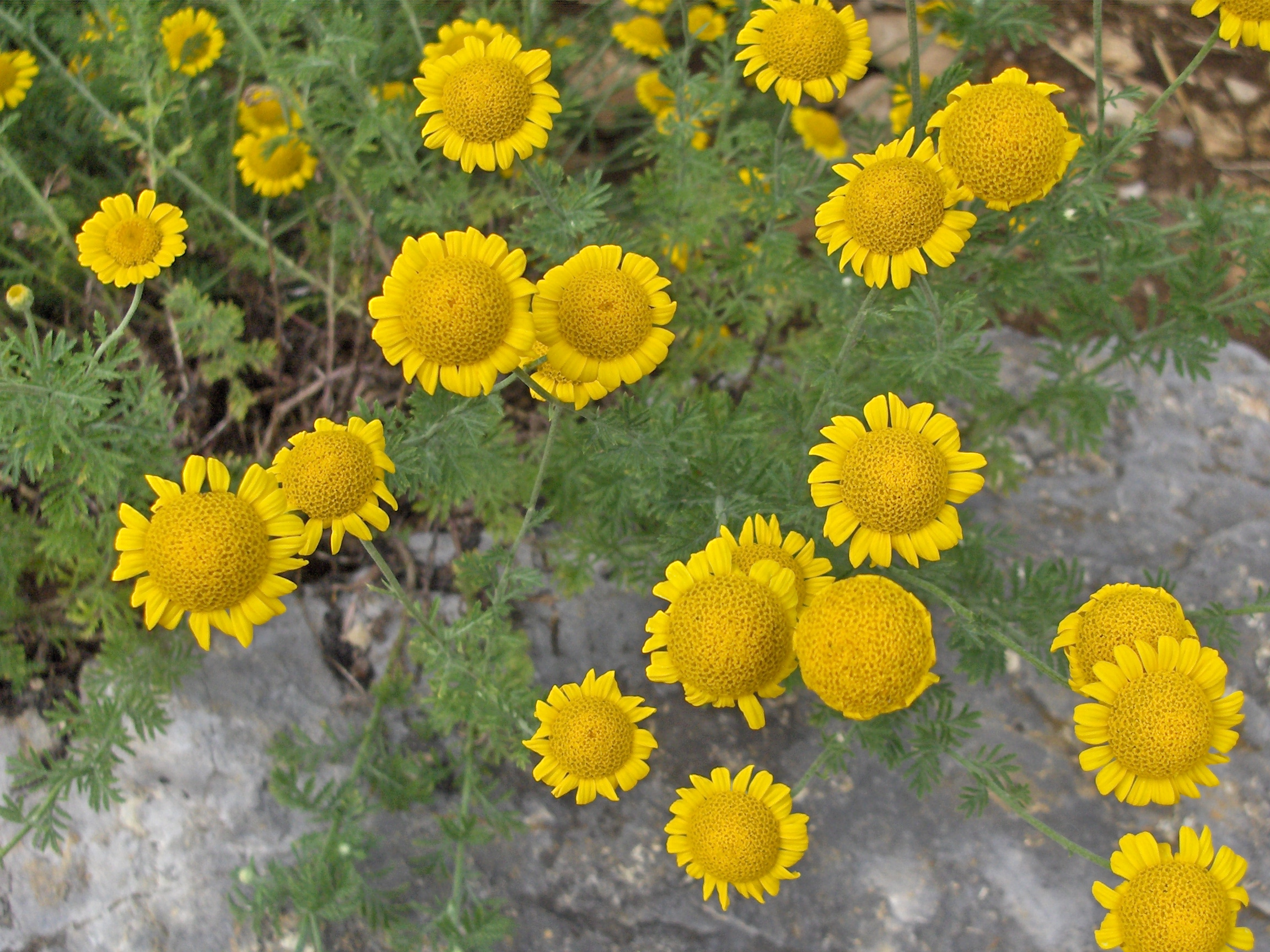
بابونه زرد